# ناهي (نو أباد)
ناهي (بالفارسية: ناهی) هي قرية تقع في إيران في قسم نو أباد الريفي.